# Mauchline
Mauchline är en ort i Storbritannien.   Den ligger i kommunen East Ayrshire och riksdelen Skottland, i den centrala delen av landet, 500 km nordväst om huvudstaden London. Mauchline ligger 145 meter över havet och antalet invånare är 4 137.
Terrängen runt Mauchline är platt åt sydväst, men åt nordost är den kuperad. Runt Mauchline är det ganska glesbefolkat, med 34 invånare per kvadratkilometer. Närmaste större samhälle är Kilmarnock, 12,9 km nordväst om Mauchline. Trakten runt Mauchline består i huvudsak av gräsmarker.